# East Devon
L'East Devon è un distretto locale del Devon, Inghilterra, Regno Unito, con sede a Sidmouth.
Il distretto fu creato con il Local Government Act 1972, il 1º aprile, 1974 dalla fusione del municipal borough di Honiton con il Distretto rurale di Axminster, il Distretto rurale di Honiton, parte del Distretto rurale di St. Thomas, il Distretto urbano di Budleigh Salterton, il Distretto urbano di Exmouth, il Distretto urbano di Ottery St. Mary, il Distretto urbano di Seaton e il Distretto urbano di Sidmouth.

## Parrocchie civili
- All Saints
- Awliscombe
- Axminster
- Axmouth
- Aylesbeare
- Beer
- Bicton
- Brampford Speke
- Branscombe
- Broad Clyst
- Broadhembury
- Buckerell
- Budleigh Salterton
- Chardstock
- Clyst Honiton
- Clyst Hydon
- Clyst St. George
- Clyst St. Lawrence
- Clyst St. Mary
- Colaton Raleigh
- Colyton
- Combe Raleigh
- Combpyne Rousdon
- Cotleigh
- Dalwood
- Dunkeswell
- East Budleigh
- Exmouth
- Farringdon
- Farway
- Feniton
- Gittisham
- Hawkchurch
- Honiton
- Huxham
- Kilmington
- Luppitt
- Lympstone
- Membury
- Monkton
- Musbury
- Nether Exe
- Newton Poppleford and Harpford
- Northleigh
- Offwell
- Otterton
- Ottery St. Mary
- Payhembury
- Plymtree
- Poltimore
- Rewe
- Rockbeare
- Seaton
- Sheldon
- Shute
- Sidmouth
- Southleigh
- Sowton
- Stockland
- Stoke Canon
- Talaton
- Uplyme
- Upottery
- Upton Pyne
- Whimple
- Widworthy
- Woodbury
- Yarcombe